# Doris Totten Chase
Doris Totten Chase (Seattle, 29 d'abril de 1923 - 13 de desembre de 2008). Pintora, escultora, cineasta i realitzadora de vídeo.
Les seves aproximacions al món del cinema i del vídeo experimental la converteixen en una de les pioneres del Videoart. A partir de la dècada dels 70, va produir més de cinquanta vídeos que han estat considerades obres claus en la història d'aquest llenguatge artístic. Els seus treballs es caracteritzen per un muntatge que, amb l'ús de l'ordinador, integra ballarins i escultures circulars amb formes de colors.
Les seves obres han estat molt ben rebudes per la crítica. Una de les més destacades és la pel·lícula Circles II, nominada l'any 1973 al Festival de Cinema Americà de Nova York. Crítics com Roger Greenspun del The New York Times se'n van fer ressò i van ressaltar que el treball de Chase "com a experiència visual és enlluernadora".

## Biografia
Doris Mae Totten, va néixer a Seattle, Washington l'any 1923. Va estudiar arquitectura a la Universitat de Washington entre 1941 i 1943. Durant el transcurs de la realització de la carrera va conèixer Elmo Chase, un jove oficial de la marina, amb qui es va casar i de qui va prendre el cognom amb què és coneguda.
Doris Totten Chase i Elmo Chase van tenir dos fills. Durant l'embaràs del seu segon fill, el marit va contraure la poliomielitis i va quedar paralitzat en tres quartes parts del seu cos. Va estar hospitalitzat durant de mig any i, gràcies a sessions de recuperació- va aconseguir moure's amb caminadors. Tot i així, aquesta situació va trasbalsar anímicament a l'artista.
L'any 1951, Doris Totten Chase es va posar a treballar com a professora de pintura a l'Escola Tècnica Superior Edison, avui coneguda com a Seattle Central Community College, cosa que li va permetre treure un sou i poder dedicar-se com escultora i pintora.

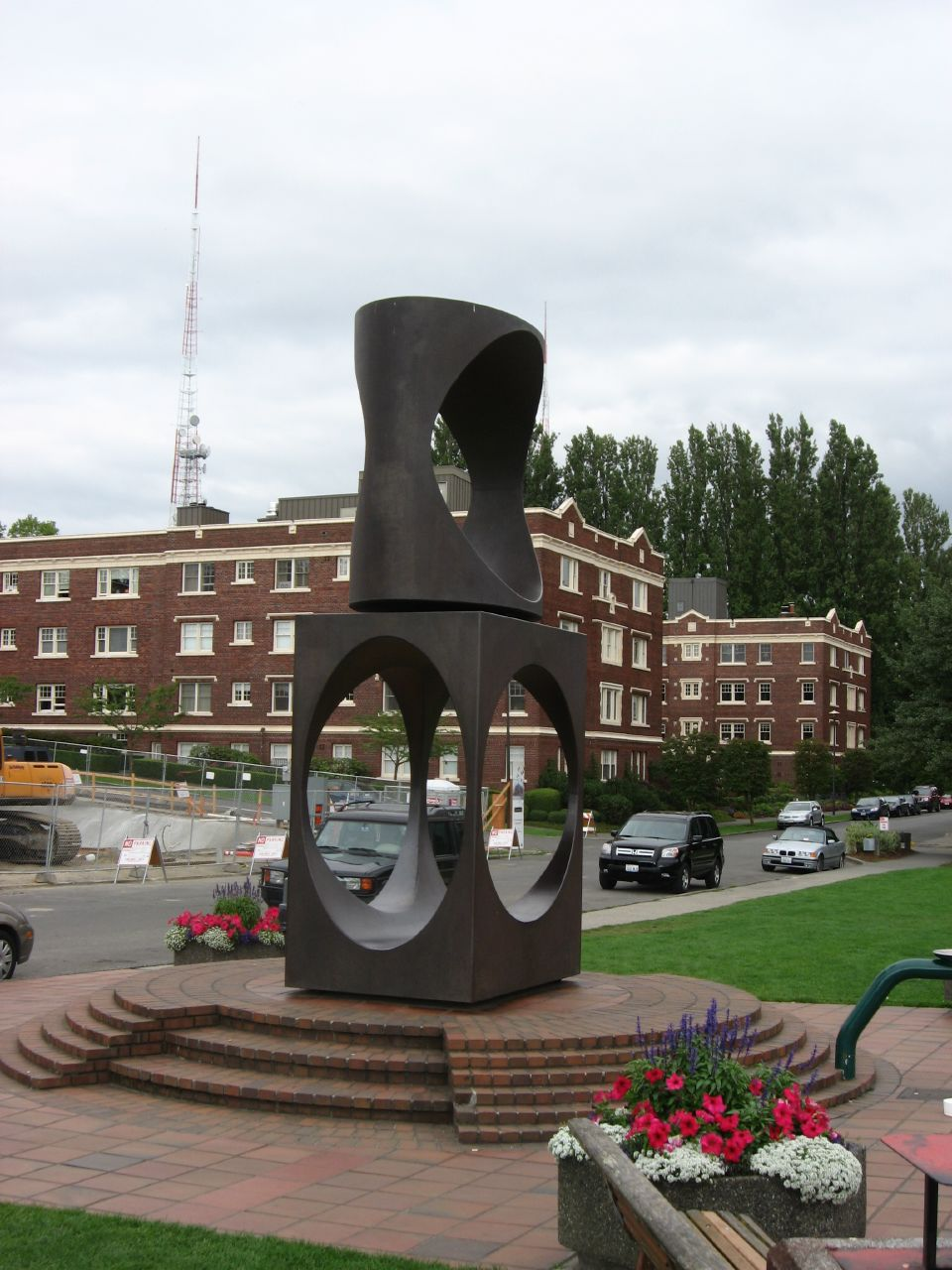
Doris Chase, Changing Form (1971), Kerry Park, Queen Anne Hill, Seattle, May 2002

### Trajectòria artística
El punt d'inflexió de la seva trajectòria artística va coincidir amb la seva primera exposició individual a la Galeria Otto Seligman on el famós pintor Kenneth Callahan va escriure sobre ella en el Seattle Times com una “Una pintora jove, seriosa i amb molt de talent”. L'any 1961 va ser convidada a la Galeria d'Art de Florència, on va rebre el seu reconeixement més ampli del seu art. Altres espectacles seguit a Nova York i al Japó, on l'escriptor de Tokyo Shimbun va comparar el seu treball a la pintura sumi japonesa, dient: "Aquestes pintures ens fan feliç, tenen força i ordre”.
Chase, va ser acceptada dins el col·lectiu d'artistes de la Fundació Huntington Hartford a Pacific Palisades, Califòrnia, l'any 1965. Allà ella va ser capaç de passar el temps amb músics, poetes i pintors que van inspirar les seves següents obres i aixecar els ànims caiguts degut a la seva vida familiar.
Aquell mateix any va realitzar la seva primera exposició individual a Nova York, a la Smolin Gallery, amb pintures pintades sobre fusta. Aviat aquesta tipologia de peces es van convertir en escultures de grans dimensions, on el desordre de les peces convida a l'espectador a participar en la reconstrucció. Moltes de les formes, com per exemple, un tros d'avet tenyit de negre titulada Haida, tenien l'aparença de la costa del nord‐oest de l'art Americà natiu.

### Videoart
Doris Totten Chase, va començar a treballar en el format vídeo a principis de 1970. El fet que comencés a experimentar amb el vídeo i dirigir les seves obres cap al videoart va ser induïda per Nam June Paik. Les seves obres es caracteritzen per integrar les seves escultures amb ballarins utilitzant efectes especials generats amb ordinadors. L'artista Victor Ancona va dir dels seus vídeos, “Veure les seves obres em transporta a un ambient encantat amb un procés contínuament de canvi, un viatge que es recordarà durant molt de temps”.
Sota el paraigües de l'Agència d'Informació d'EEUU va donar conferències i mostrar els seus treballs per Europa, Índia, Austràlia i Amèrica del Sud. El 1980, va començar la producció en el que es convertiria en la seva “Sèrie Concept”. Aquesta sèrie deixa de banda els ballarins i coreògrafs i fa partícips a importants dramaturgs, poetes i artistes de Broadway. El seu desig de portar la paraula en les seves peces va portar a col·laborar amb dos importants novel·listes Jessica Hagedorn i Cor Gansgster.
L'any 1988 Parke Godwin va escriure una novel·la de la seva vida durant els seus anys a New York. La historiadora d'art Patricia Failing també va escriure un llibre sobre ella titulat Artista en moviment: pintura i escultura en Videoart (1991, Universitat de Washington Press).
El 13 de desembre de 2008, amb 85 anys, more en un centre per a malalts amb Alzheimer, a Seattle.

### Premis i reconeixements[6]
- 2004 - Col·legi Art Association Tribute, Seattle Art Museum- Premi Yvonne Twining Humber per tota la seva carrera.
- 2002 - Premi de Chase Doris, Univerisity de Washington Escola d'Art.
- 1999 - Doris Day Chase, Ciutat de Seattle, 23 de juny.
- 1992 - Premi Governor's Artist, Estat de Washington.
- 1975-1980 - Seleccionada en els següents festivals de cine i vídeo: Ann Arbor, Avinyó, Berlín, Cannes, Cinema, Deauville, Edimburg, Filmex, Londres, Lille, Mannheim, Montréal, muich, Nova York, Oberhausen, San Francisco.

## Obra

### Pintures i escultures
A Seattle, Doris Chase era més coneguda per les seves escultures i pintures que pel vídeo. Per a entendre els seus treballs cal fer referència a la influència de l'estil de l'Escola Nord-oest. Trobem les seves principals escultures Changing Form situada al Kerry Park i Moon Gates situada en el centre de Seattle. Amb els anys se li va atorgar nombrosos honors i premis, incloent el Premi al governador de l'estat de Washington per a les Arts (1992); Doris Day Chase, Ciutat de Seattle (1999); Premi Doris Chase Anual de Beques de la Universitat de Washington Escola d'Art (2002); Homenatge universitari Associació Dones de l'art (2004); i el Premi Humber Twining per tota la seva carrera (2004).
- Changing Form - Seattle, WA - Escultura. Aquesta escultura va ser creada el 1971. La peça va ser encarregada per les filles del Sr. A. Kerry, el benefactor que va fer la donació a la ciutat. Es va situar en el Kerry Park, el parc està situat al turó de la reina Anne entre West Highland Dr. West i de Prospect St en la intersecció amb 3rd Ave W.[8]
- The Trees in a yelow light - 1958. Pintura a l'oli. Es va exposar a la Galeria Otto Seligman a Seattle, més tard a Itàlia i Japó.[9]
- Landscape - 1964. Pintura a l'oli. Mides 24 x 35 1/2 x 3/16.[10]
- Explorer II - Pintura oli sobre lenç. Mides 36" x 47"[10]
- Rainy day - Pintura tècnica mixta sobre paper. Mides 25.5" x 17.5". Representa un dia de pluja amb tonalitats verdes.[10]

### Pel·lícules, vídeos i sèries[11]
- Circles II, 1970, 30 min. Va ser creada l'any 1970. Aquesta peça compta amb la col·laboració de la ballarina, coreògrafa Maria Staton on es representa ballant amb l'escultura de Chase. Va ser filmada amb pel·lícula de 16 mm en blanc i negre i després Chase va crear efectes superposant diferents pel·lícules. Més tard va afegir el color.[12]
- Circles I, 1971, 6,75 min. Una pel·lícula generada amb ordinador amb música original d'un compositor contemporani líder, Morton Subotnik Els cercles giren dins, al voltant i a través d'ells, com flotant en l'escenari.
- Conversation ("Concept Series") 1981, blanc i negre, 5,75 min. Es realitza un joc de superposicions editat digitalment amb imatges estàtiques. El guió està escrit per Lee Breuer i interpreta per Ruth Maleczeck, la música realitzada per Bob Tèlson.
- Dance Frame, 1978, 16mm, color, 7 min. Música realitzada per Joan La Barbara. Coreògrafa / ballarina: Sara Rudner. S'utilitza la forma humana en la composició de forma geomètrica en una exploració cap a una tercera dimensió a través de la juxtaposició dels colors i les linieas.
- Doris Chase Dance Series with Gay Delanghe, The, 1979, VHS NTSC, color 29 min. Una actuació en solitari del coreògraf i ballarí Gay DeLange estructurada sobre un tema desenvolupat específicament per emetre per televisió.
- Electra Tries to Speak (Concept Series), 1982, 26 min. Realitzada per Sandra Segal. Escrita per Clara Coss i Roberta Sklar. Una interpretació moderna de la tragèdia grega, des del punt de vista d'Electra. Escrita per membres de la companyia de Teatre Experimental de la Dona. De la sèrie Concept, una col·lecció de vuit cintes de vídeo amb col·laboració amb importants escriptores i artistes del nostre temps, com Ruth Malaczech, Thulani Davis, Linda Mussman i Sandra Bruer Segal.
- Travels in the Combat Zone, 1984, color, 28 min. Escrita per Jessica Hagedorn. S'explora la lluita de les dones del tercer món i les seves relacions romàntiques.